# Associazione Sportiva Sorrento 1975-1976
Questa voce raccoglie le informazioni riguardanti il Sorrento nelle competizioni ufficiali della stagione 1975-1976.

## Stagione
Serie C 1975-1976: 4º posto

## Divise
| Casa |

## Organigramma societario
Area direttiva
- Presidente:  Achille Lauro

Area tecnica
- Allenatore:  Gino Raffin

## Rosa
| N. |                   | Ruolo | Calciatore                  |
| -- | ----------------- | ----- | --------------------------- |
|    | Italia (bandiera) | P     | Roberto Corti               |
|    | Italia (bandiera) | P     | Antonio Di Milla            |
|    | Italia (bandiera) | D     | Salvatore Albano            |
|    | Italia (bandiera) | D     | Antonio Bellopede           |
|    | Italia (bandiera) | D     | Beniamino Borchiellini      |
|    | Italia (bandiera) | D     | Mario Buccilli              |
|    | Italia (bandiera) | D     | Eddo Carlet                 |
|    | Italia (bandiera) | D     | Gianni Facchinello          |
|    | Italia (bandiera) | D     | Antonino Fiorile (Capitano) |
|    | Italia (bandiera) | D     | Antonio Marchio             |
|    | Italia (bandiera) | C     | Alessandro Ceccaroni        |
|    | Italia (bandiera) | C     | Giovanni Famiglietti        |
|    | Italia (bandiera) | C     | Luigi Iovine                |

| N. |                   | Ruolo | Calciatore           |
| -- | ----------------- | ----- | -------------------- |
|    | Italia (bandiera) | C     | Luigi Miccoli        |
|    | Italia (bandiera) | C     | Antonio Seano        |
|    | Italia (bandiera) | C     | Antonino Silvestri   |
|    | Italia (bandiera) | A     | Giampiero Alivernini |
|    | Italia (bandiera) | A     | Mario Capitani       |
|    | Italia (bandiera) | A     | Giuseppe Cuomo       |
|    | Italia (bandiera) | A     | Nicola Iannamico     |
|    | Italia (bandiera) | A     | Ciro Panico          |
|    | Italia (bandiera) | A     | Paolo Pennini        |
|    | Italia (bandiera) | A     | Vittorio Petta       |
|    | Italia (bandiera) | A     | Fernando Scarpa      |
|    | Italia (bandiera) | A     | Daniele Zannoni      |

## Calciomercato
| Acquisti | Acquisti             | Acquisti | Acquisti |
| R.       | Nome                 | da       | Modalità |
| -------- | -------------------- | -------- | -------- |
| D        | Eddo Carlet          | Novara   |          |
| D        | Gianni Facchinello   | Pescara  |          |
| D        | Antonio Marchio      | Juventus |          |
| C        | Alessandro Ceccaroni | Spoleto  |          |
| C        | Luigi Miccoli        | Taranto  |          |
| C        | Antonino Silvestri   | Palmese  |          |
| A        | Giampiero Alivernini | Cynthia  |          |
| A        | Mario Capitani       | Spoleto  |          |
| A        | Paolo Pennini        | ALMAS    |          |
| A        | Fernando Scarpa      | Potenza  |          |